# Takako Doi
Takako Doi (土井たか子; Kōbe, 30 novembre 1928 – Prefettura di Hyōgo, 20 settembre 2014) è stata una politica giapponese.
Fu la prima donna a guidare un grande partito nel suo paese, nonché prima donna a diventare Presidente della Camera dei rappresentanti del Giappone. Le sue principali battaglie politiche riguardavano i problemi ambientali, i diritti delle donne in Giappone e le discriminazioni.

## Biografia
Figlia di un medico e di un'insegnante, sviluppò le sue idee pacifiste in gioventù vivendo in prima persona gli eventi della seconda guerra mondiale, soprattutto quando assistette all'amputazione della gamba di un civile da parte di suo padre.
Nel 1956 si laureò in diritto costituzionale all'Università Dōshisha di Kyoto e lavorò come docente universitaria e avvocata costituzionalista prima dell'elezione alla Camera dei rappresentanti nel 1969 tra le file del Partito Socialista Giapponese (JSP), incarico che mantenne fino al 2005.
Si distinse per la sua concretezza nell'affrontare questioni come gli affari esteri, l'ambiente e i diritti delle donne, evitando i litigi tra le varie forze politiche. Nel 1983 venne eletta vicepresidente del Partito Socialista, poi dal 1986 ne divenne leader. Grazie alla sua popolarità e all'alleanza stretta col Partito Liberal Democratico, nel 1989 i socialisti si garantirono un buon numero di seggi alla Camera dei rappresentanti, lasciando all'opposizione la maggior parte dei seggi alla Camera dei consiglieri. Ciò si rivelò un'impresa, poiché per la prima volta dal 1955 la coalizione del governo perdeva la maggioranza di una delle due camere.
Doi si dimise dalla carica di presidente del partito nel 1991, in parte a causa degli scarsi risultati alle elezioni locali di quell'anno, restando una delle principali voci pacifiste del Partito Socialista sino all'elezione di Presidente della Camera dei rappresentanti nel 1993, la più alta carica parlamentare ricoperta da una donna giapponese.
Dal 1996 al 2003 presiedette il neocostituito Partito Socialdemocratico. Nel 2005 non riuscì a confermare il suo seggio in parlamento e si ritirò dalla scena politica.

### Vita privata
Takako Doi rimase nubile per tutta la vita. Dichiarò: "Il mio amore per la costituzione è così intenso [...] Resto sposata ad essa e sono rimasta single". Per tutta la vita restò ancorata ai principi pacifisti della Costituzione del Giappone.